# NBA Playoffs 1961
Gli NBA Playoffs 1961 si conclusero con la vittoria dei Boston Celtics (campioni della Eastern Division) che sconfissero i campioni della Western Division, gli St. Louis Hawks.

## Squadre qualificate

### Eastern Division
1. Boston Celtics
2. Philad. Warriors
3. Syracuse Nationals

### Western Division
1. St. Louis Hawks
2. L.A. Lakers
3. Detroit Pistons

## Tabellone
|  | Semifinali di Division | Semifinali di Division | Semifinali di Division |                    |                   | Finali di Division | Finali di Division | Finali di Division |  |  | Finali NBA | Finali NBA | Finali NBA |  |
|  |                        |                        |                        |                    |                   |                    |                    |                    |  |  |            |            |            |  |
|  |                        |                        |                        |                    |                   | 1                  | St. Louis Hawks *  | 4                  |  |  |            |            |            |  |
|  |                        |                        |                        |                    |                   | 1                  | St. Louis Hawks *  | 4                  |  |  |            |            |            |  |
|  |                        |                        | 2                      | L.A. Lakers        | 3                 |                    |                    |                    |  |  |            |            |            |  |
|  | 3                      | Detroit Pistons        | 2                      | L.A. Lakers        | 3                 | 2                  |                    |                    |  |  |            |            |            |  |
|  | 3                      | Detroit Pistons        |                        |                    |                   |                    |                    |                    |  |  |            |            |            |  |
|  | 2                      | L.A. Lakers            | 3                      |                    |                   |                    |                    |                    |  |  |            |            |            |  |
|  | 2                      | L.A. Lakers            | 3                      |                    | St. Louis Hawks * | St. Louis Hawks *  | 1                  |                    |  |  |            |            |            |  |
|  |                        |                        |                        |                    |                   |                    |                    |                    |  |  |            |            |            |  |
|  |                        |                        | Boston Celtics *       | Boston Celtics *   | 4                 |                    |                    |                    |  |  |            |            |            |  |
|  |                        |                        |                        | Boston Celtics *   | 4                 |                    |                    |                    |  |  |            |            |            |  |
|  |                        |                        |                        |                    |                   |                    |                    |                    |  |  |            |            |            |  |
|  |                        |                        |                        |                    |                   |                    |                    |                    |  |  |            |            |            |  |
|  |                        | 1                      | Boston Celtics *       | 4                  |                   |                    |                    |                    |  |  |            |            |            |  |
|  |                        |                        |                        | 4                  |                   |                    |                    |                    |  |  |            |            |            |  |
|  |                        |                        | 3                      | Syracuse Nationals | 1                 |                    |                    |                    |  |  |            |            |            |  |
|  | 3                      | Syracuse Nationals     | 3                      | Syracuse Nationals | 1                 | 3                  |                    |                    |  |  |            |            |            |  |
|  | 3                      | Syracuse Nationals     |                        |                    |                   |                    |                    |                    |  |  |            |            |            |  |
|  | 2                      | Philad. Warriors       | 0                      |                    |                   |                    |                    |                    |  |  |            |            |            |  |

Legenda
- * Vincitore Division
- "Grassetto" Vincitore serie
- "Corsivo" Squadra con fattore campo

## Eastern Division

### Semifinali

#### (2) Philadelphia Warriors - (3) Syracuse Nationals
RISULTATO FINALE: 0-3
| Filadelfia 14 marzo 1961 Gara 1                                                                                  | Philad. Warriors | 107 – 115 (24-34, 32-23, 19-29, 32-29) referto | Syracuse Nationals | Philadelphia Civic Center (4.391 spett.) |
| W. Chamberlain 46 Punti L. Costello 28 T. Gola 7 Assist L. Costello 11 W. Chamberlain 32 Rimbalzi S. Halbrook 15 |                  |                                                |                    |                                          |
| |                  |                                                |                    |                                          |
| W. Chamberlain 46                                                                                                | Punti            | L. Costello 28                                 |                    |                                          |
| T. Gola 7 | Assist           | L. Costello 11                                 |                    |                                          |
| W. Chamberlain 32                                                                                                | Rimbalzi         | S. Halbrook 15                                 |                    |                                          |

| Syracuse 16 marzo 1961 Gara 2                                                                                             | Syracuse Nationals | 115 – 114 (26-22, 28-35, 39-22, 22-35) referto | Philad. Warriors | Onondaga War Memorial (5.304 spett.) |
| H. Greer 26 Punti W. Chamberlain 32 L. Costello 6 Assist P. Arizin , A. Attles 5 D. Schayes 14 Rimbalzi W. Chamberlain 14 |                    |                                                |                  |                                      |
| |                    |                                                |                  |                                      |
| H. Greer 26 | Punti              | W. Chamberlain 32                              |                  |                                      |
| L. Costello 6 | Assist             | P. Arizin, A. Attles 5                         |                  |                                      |
| D. Schayes 14 | Rimbalzi           | W. Chamberlain 14                              |                  |                                      |

| Filadelfia 18 marzo 1961 Gara 3                                                                                          | Philad. Warriors | 103 – 106 (22-31, 30-19, 30-27, 21-29) referto | Syracuse Nationals | Philadelphia Civic Center |
| W. Chamberlain 33 Punti L. Costello 20 T. Gola , G. Rodgers 5 Assist L. Costello 8 W. Chamberlain 23 Rimbalzi R. Kerr 18 |                  |                                                |                    |                           |
| |                  |                                                |                    |                           |
| W. Chamberlain 33 | Punti            | L. Costello 20                                 |                    |                           |
| T. Gola, G. Rodgers 5 | Assist           | L. Costello 8                                  |                    |                           |
| W. Chamberlain 23 | Rimbalzi         | R. Kerr 18                                     |                    |                           |

PRECEDENTI IN REGULAR SEASON
| Regular Season 1960-61 | Philad. Warriors | 6 – 7 | Syracuse Nationals | Referto 1 - Referto 2 - Referto 3 - Referto 4, Referto 5 - Referto 6, Referto 7 - Referto 8 - Referto 9 - Referto 10 - Referto 11 - Referto 12 - Referto 13 |
| Syracuse Nationals 123 Philadelphia Warriors 105 Syracuse Nationals 107 Syracuse Nationals 132 Philadelphia Warriors 139 Syracuse Nationals 116 Syracuse Nationals 129 Syracuse Nationals 113 Philadelphia Warriors 126 Syracuse Nationals 129 Syracuse Nationals 149 Syracuse Nationals 116 Philadelphia Warriors 116 Punti 133 Philadelphia Warriors 106 Syracuse Nationals 113 Philadelphia Warriors 121 Philadelphia Warriors 127 Syracuse Nationals 113 Philadelphia Warriors 118 Philadelphia Warriors 122 Philadelphia Warriors 136 Syracuse Nationals 110 Philadelphia Warriors 128 Philadelphia Warriors 123 Philadelphia Warriors 115 Syracuse Nationals |                  | |                    | |
| |                  | |                    | |
| Syracuse Nationals 123 Philadelphia Warriors 105 Syracuse Nationals 107 Syracuse Nationals 132 Philadelphia Warriors 139 Syracuse Nationals 116 Syracuse Nationals 129 Syracuse Nationals 113 Philadelphia Warriors 126 Syracuse Nationals 129 Syracuse Nationals 149 Syracuse Nationals 116 Philadelphia Warriors 116 | Punti            | 133 Philadelphia Warriors 106 Syracuse Nationals 113 Philadelphia Warriors 121 Philadelphia Warriors 127 Syracuse Nationals 113 Philadelphia Warriors 118 Philadelphia Warriors 122 Philadelphia Warriors 136 Syracuse Nationals 110 Philadelphia Warriors 128 Philadelphia Warriors 123 Philadelphia Warriors 115 Syracuse Nationals |                    | |

PRECEDENTI NEI PLAYOFF
|  | Philad. Warriors (1956, 1958, 1960) | 3 – 4 | Syracuse Nationals (1950, 1951, 1952, 1957) |  |

### Finale

#### (1) Boston Celtics - (3) Syracuse Nationals
RISULTATO FINALE: 4-1
| Boston 19 marzo 1961 Gara 1                                                                                         | Boston Celtics | 128 – 115 (37-29, 22-27, 35-28, 34-31) referto | Syracuse Nationals | Boston Garden (7,.728 spett.) |
| F. Ramsey 25 Punti D. Schayes 26 B. Cousy 9 Assist D. Schayes , L. Costello 6 B. Russell 34 Rimbalzi S. Halbrook 12 |                |                                                |                    |                               |
| |                |                                                |                    |                               |
| F. Ramsey 25 | Punti          | D. Schayes 26                                  |                    |                               |
| B. Cousy 9 | Assist         | D. Schayes, L. Costello 6                      |                    |                               |
| B. Russell 34 | Rimbalzi       | S. Halbrook 12                                 |                    |                               |

| Syracuse 21 marzo 1961 Gara 2                                                                         | Syracuse Nationals | 115 – 98 (28-21, 26-30, 33-20, 28-27) referto | Boston Celtics | Onondaga War Memorial (6,.657 spett.) |
| D. Schayes 32 Punti B. Russell 17 L. Costello 9 Assist B. Russell 5 R. Kerr 19 Rimbalzi B. Russell 23 |                    |                                               |                |                                       |
| |                    |                                               |                |                                       |
| D. Schayes 32                                                                                         | Punti              | B. Russell 17                                 |                |                                       |
| L. Costello 9                                                                                         | Assist             | B. Russell 5                                  |                |                                       |
| R. Kerr 19                                                                                            | Rimbalzi           | B. Russell 23                                 |                |                                       |

| Boston 23 marzo 1961 Gara 3                                                                          | Boston Celtics | 133 – 110 (35-27, 31-25, 42-29, 25-29) referto | Syracuse Nationals | Boston Garden (11.754 spett.) |
| B. Sharman 30 Punti D. Barnett 22 B. Cousy 12 Assist L. Costello 4 B. Russell 39 Rimbalzi R. Kerr 11 |                |                                                |                    |                               |
| |                |                                                |                    |                               |
| B. Sharman 30                                                                                        | Punti          | D. Barnett 22                                  |                    |                               |
| B. Cousy 12                                                                                          | Assist         | L. Costello 4                                  |                    |                               |
| B. Russell 39                                                                                        | Rimbalzi       | R. Kerr 11                                     |                    |                               |

| Syracuse 25 marzo 1961 Gara 4                                                                                     | Syracuse Nationals | 107 – 120 (20-25, 25-32, 33-29, 29-34) referto | Boston Celtics | Onondaga War Memorial (. spett.) |
| D. Schayes 23 Punti T. Heinsohn 22 D. Barnett , L. Costello 4 Assist B. Cousy 9 R. Kerr 21 Rimbalzi B. Russell 26 |                    |                                                |                |                                  |
| |                    |                                                |                |                                  |
| D. Schayes 23 | Punti              | T. Heinsohn 22                                 |                |                                  |
| D. Barnett, L. Costello 4                                                                                         | Assist             | B. Cousy 9                                     |                |                                  |
| R. Kerr 21 | Rimbalzi           | B. Russell 26                                  |                |                                  |

| Boston 26 marzo 1961 Gara 5 | Boston Celtics | 123 – 101 (23-25, 36-32, 29-26, 35-18) referto | Syracuse Nationals | Boston Garden (12.292 spett.) |
| B. Sharman 27 Punti D. Barnett 25 . Frank Ramsey (cestista) 6 Assist R. Kerr , H. Greer , L. Costello , D. Schayes 4 B. Russell 33 Rimbalzi S. Halbrook 14 |                |                                                |                    |                               |
| |                |                                                |                    |                               |
| B. Sharman 27 | Punti          | D. Barnett 25                                  |                    |                               |
| . Frank Ramsey (cestista) 6 | Assist         | R. Kerr, H. Greer, L. Costello, D. Schayes 4   |                    |                               |
| B. Russell 33 | Rimbalzi       | S. Halbrook 14                                 |                    |                               |

PRECEDENTI IN REGULAR SEASON
| Regular Season 1960-61 | Boston Celtics | 10 – 3 | Syracuse Nationals | Referto 1 - Referto 2 - Referto 3 - Referto 4, Referto 5 - Referto 6, Referto 7 - Referto 8 - Referto 9 - Referto 10 - Referto 11 - Referto 12 - Referto 13 |
| Syracuse Nationals 94 Boston Celtics 129 Boston Celtics 134 Boston Celtics 115 Syracuse Nationals 96 (1 t.s.) Boston Celtics 124 Syracuse Nationals 127 Syracuse Nationals 130 Syracuse Nationals 106 Boston Celtics 144 Boston Celtics 136 Boston Celtics 126 Syracuse Nationals 134 Punti 114 Boston Celtics 110 Syracuse Nationals 142 Syracuse Nationals 105 Syracuse Nationals 113 Boston Celtics 118 Syracuse Nationals 124 Boston Celtics 108 Boston Celtics 116 Boston Celtics 128 Syracuse Nationals 127 Syracuse Nationals 116 Syracuse Nationals 136 Boston Celtics (1 t.s.) |                | |                    | |
| |                | |                    | |
| Syracuse Nationals 94 Boston Celtics 129 Boston Celtics 134 Boston Celtics 115 Syracuse Nationals 96 (1 t.s.) Boston Celtics 124 Syracuse Nationals 127 Syracuse Nationals 130 Syracuse Nationals 106 Boston Celtics 144 Boston Celtics 136 Boston Celtics 126 Syracuse Nationals 134 | Punti          | 114 Boston Celtics 110 Syracuse Nationals 142 Syracuse Nationals 105 Syracuse Nationals 113 Boston Celtics 118 Syracuse Nationals 124 Boston Celtics 108 Boston Celtics 116 Boston Celtics 128 Syracuse Nationals 127 Syracuse Nationals 116 Syracuse Nationals 136 Boston Celtics (1 t.s.) |                    | |

PRECEDENTI NEI PLAYOFF
|  | Boston Celtics (1953, 1957, 1959) | 3 – 4 | Syracuse Nationals (1954, 1954, 1955, 1956) |  |

## Western Division

### Semifinali

#### (2) Los Angeles Lakers - (3) Detroit Pistons
RISULTATO FINALE: 3-2
| Los Angeles 14 marzo 1961 Gara 1                                                 | L.A. Lakers | 120 – 102 (30-25, 29-28, 34-23, 27-26) referto | Detroit Pistons | Los Angeles Memorial Sports Arena |
| E. Baylor 40 Punti G. Shue 20 J. West 10 Assist R. Felix 21 Rimbalzi W. Dukes 11 |             |                                                |                 |                                   |
|                                                                                  |             |                                                |                 |                                   |
| E. Baylor 40                                                                     | Punti       | G. Shue 20                                     |                 |                                   |
| J. West 10                                                                       | Assist      |                                                |                 |                                   |
| R. Felix 21                                                                      | Rimbalzi    | W. Dukes 11                                    |                 |                                   |

| Los Angeles 15 marzo 1961 Gara 2                                                                | L.A. Lakers | 127 – 118 (30-24, 24-31, 37-28, 36-35) referto | Detroit Pistons | Los Angeles Memorial Sports Arena (4.253 spett.) |
| E. Baylor 49 Punti S. McMillon , G. Shue 24 J. West 11 Assist E. Baylor 21 Rimbalzi W. Dukes 12 |             |                                                |                 |                                                  |
|                                                                                                 |             |                                                |                 |                                                  |
| E. Baylor 49                                                                                    | Punti       | S. McMillon, G. Shue 24                        |                 |                                                  |
| J. West 11                                                                                      | Assist      |                                                |                 |                                                  |
| E. Baylor 21                                                                                    | Rimbalzi    | W. Dukes 12                                    |                 |                                                  |

| Detroit 17 marzo 1961 Gara 3   | Detroit Pistons | 124 – 113 (24-25, 42-25, 35-29, 23-34) referto | L.A. Lakers | Detroit Olympia (3.422 spett.) |
| B. Ferry 30 Punti E. Baylor 26 |                 |                                                |             |                                |
|                                |                 |                                                |             |                                |
| B. Ferry 30                    | Punti           | E. Baylor 26                                   |             |                                |

| Detroit 18 marzo 1961 Gara 4                       | Detroit Pistons | 123 – 114 (30-39, 27-21, 37-25, 29-29) referto | L.A. Lakers | Detroit Olympia |
| G. Shue 29 Punti E. Baylor 47 B. Ferry 20 Rimbalzi |                 |                                                |             |                 |
|                                                    |                 |                                                |             |                 |
| G. Shue 29                                         | Punti           | E. Baylor 47                                   |             |                 |
| B. Ferry 20                                        | Rimbalzi        |                                                |             |                 |

| Los Angeles 19 marzo 1961 Gara 5                                                                 | L.A. Lakers | 137 – 120 (34-21, 27-25, 43-32, 33-42) referto | Detroit Pistons | Los Angeles Memorial Sports Arena (3.705 spett.) |
| E. Baylor 35 Punti B. Ferry 25 R. Hundley 15 Assist E. Baylor , R. Felix 15 Rimbalzi B. Ferry 16 |             |                                                |                 |                                                  |
|                                                                                                  |             |                                                |                 |                                                  |
| E. Baylor 35                                                                                     | Punti       | B. Ferry 25                                    |                 |                                                  |
| R. Hundley 15                                                                                    | Assist      |                                                |                 |                                                  |
| E. Baylor, R. Felix 15                                                                           | Rimbalzi    | B. Ferry 16                                    |                 |                                                  |

PRECEDENTI IN REGULAR SEASON
| Regular Season 1960-61 | L.A. Lakers | 9 – 4 | Detroit Pistons | Referto 1 - Referto 2 - Referto 3 - Referto 4, Referto 5 - Referto 6, Referto 7 - Referto 8 - Referto 9 - Referto 10 - Referto 11 - Referto 12 - Referto 13 |
| Los Angeles Lakers 130 Los Angeles Lakers 135 Detroit Pistons 128 Los Angeles Lakers 107 Los Angeles Lakers 94 Detroit Pistons 116 Los Angeles Lakers 123 Los Angeles Lakers 137 Los Angeles Lakers 117 Los Angeles Lakers 112 Detroit Pistons 120 Detroit Pistons 106 Detroit Pistons 120 Punti 122 Detroit Pistons 131 Detroit Pistons 141 Los Angeles Lakers (1 t.s.) 103 Detroit Pistons 97 Detroit Pistons 105 Los Angeles Lakers 113 Detroit Pistons 113 Detroit Pistons 116 Detroit Pistons 121 Detroit Pistons 125 Los Angeles Lakers 129 Los Angeles Lakers 103 Los Angeles Lakers |             | |                 | |
| |             | |                 | |
| Los Angeles Lakers 130 Los Angeles Lakers 135 Detroit Pistons 128 Los Angeles Lakers 107 Los Angeles Lakers 94 Detroit Pistons 116 Los Angeles Lakers 123 Los Angeles Lakers 137 Los Angeles Lakers 117 Los Angeles Lakers 112 Detroit Pistons 120 Detroit Pistons 106 Detroit Pistons 120 | Punti       | 122 Detroit Pistons 131 Detroit Pistons 141 Los Angeles Lakers (1 t.s.) 103 Detroit Pistons 97 Detroit Pistons 105 Los Angeles Lakers 113 Detroit Pistons 113 Detroit Pistons 116 Detroit Pistons 121 Detroit Pistons 125 Los Angeles Lakers 129 Los Angeles Lakers 103 Los Angeles Lakers |                 | |

PRECEDENTI NEI PLAYOFF
|  | L.A. Lakers (1950, 1953, 1954, 1957, 1959, 1960) | 6 – 1 | Detroit Pistons (1955) |  |

### Finale

#### (1) St. Louis Hawks - (2) Los Angeles Lakers
RISULTATO FINALE: 4-3
| Saint Louis 21 marzo 1961 Gara 1                                   | St. Louis Hawks | 118 – 122 (29-34, 34-29, 27-27, 28-32) referto | L.A. Lakers | Kiel Auditorium (8.147 spett.) |
| B. Pettit 28 Punti E. Baylor 44 B. Pettit 20 Rimbalzi E. Baylor 14 |                 |                                                |             |                                |
|                                                                    |                 |                                                |             |                                |
| B. Pettit 28                                                       | Punti           | E. Baylor 44                                   |             |                                |
| B. Pettit 20                                                       | Rimbalzi        | E. Baylor 14                                   |             |                                |

| Saint Louis 22 marzo 1961 Gara 2                                      | St. Louis Hawks | 121 – 106 (31-25, 31-31, 30-22, 29-28) referto | L.A. Lakers | Kiel Auditorium (8.472 spett.) |
| C. Lovellette 28 Punti E. Baylor 35 B. Pettit 19 Rimbalzi E. Baylor 9 |                 |                                                |             |                                |
|                                                                       |                 |                                                |             |                                |
| C. Lovellette 28                                                      | Punti           | E. Baylor 35                                   |             |                                |
| B. Pettit 19                                                          | Rimbalzi        | E. Baylor 9                                    |             |                                |

| Los Angeles 24 marzo 1961 Gara 3                                                       | L.A. Lakers | 118 – 112 (29-28, 31-22, 29-28, 29-34) referto | St. Louis Hawks | Los Angeles Memorial Sports Arena (5.006 spett.) |
| E. Baylor 25 Punti B. Pettit 26 E. Baylor 10 Assist E. Baylor 18 Rimbalzi B. Pettit 13 |             |                                                |                 |                                                  |
|                                                                                        |             |                                                |                 |                                                  |
| E. Baylor 25                                                                           | Punti       | B. Pettit 26                                   |                 |                                                  |
| E. Baylor 10                                                                           | Assist      |                                                |                 |                                                  |
| E. Baylor 18                                                                           | Rimbalzi    | B. Pettit 13                                   |                 |                                                  |

| Los Angeles 25 marzo 1961 Gara 4                                | L.A. Lakers | 117 – 118 (26-28, 31-29, 29-31, 31-30) referto | St. Louis Hawks | Los Angeles Memorial Sports Arena (4.923 spett.) |
| J. West 33 Punti B. Pettit 40 E. Baylor 15 Rimbalzi B. Pettit 9 |             |                                                |                 |                                                  |
|                                                                 |             |                                                |                 |                                                  |
| J. West 33                                                      | Punti       | B. Pettit 40                                   |                 |                                                  |
| E. Baylor 15                                                    | Rimbalzi    | B. Pettit 9                                    |                 |                                                  |

| Saint Louis 27 marzo 1961 Gara 5                                  | St. Louis Hawks | 112 – 121 (36-24, 25-33, 17-28, 34-36) referto | L.A. Lakers | Kiel Auditorium |
| C. Hagan 26 Punti E. Baylor 47 B. Pettit 21 Rimbalzi E. Baylor 20 |                 |                                                |             |                 |
|                                                                   |                 |                                                |             |                 |
| C. Hagan 26                                                       | Punti           | E. Baylor 47                                   |             |                 |
| B. Pettit 21                                                      | Rimbalzi        | E. Baylor 20                                   |             |                 |

| Los Angeles 29 marzo 1961 Gara 6                                                                   | L.A. Lakers | 113 – 114 (d.1t.s.) (21-30, 23-29, 26-24, 30-17) (13-14) referto | St. Louis Hawks | Los Angeles Memorial Sports Arena (14.840 spett.) |
| E. Baylor 39 Punti B. Pettit 31 E. Baylor 7 Assist L. Wilkens 7 E. Baylor 21 Rimbalzi B. Pettit 21 |             |                                                                  |                 |                                                   |
| |             |                                                                  |                 |                                                   |
| E. Baylor 39                                                                                       | Punti       | B. Pettit 31                                                     |                 |                                                   |
| E. Baylor 7                                                                                        | Assist      | L. Wilkens 7                                                     |                 |                                                   |
| E. Baylor 21                                                                                       | Rimbalzi    | B. Pettit 21                                                     |                 |                                                   |

| Saint Louis 1 aprile 1961 Gara 7                                             | St. Louis Hawks | 105 – 103 (22-28, 27-20, 32-30, 24-25) referto | L.A. Lakers | Kiel Auditorium |
| B. Pettit 31 Punti E. Baylor 39 B. Pettit 17 Rimbalzi E. Baylor , J. West 12 |                 |                                                |             |                 |
|                                                                              |                 |                                                |             |                 |
| B. Pettit 31                                                                 | Punti           | E. Baylor 39                                   |             |                 |
| B. Pettit 17                                                                 | Rimbalzi        | E. Baylor, J. West 12                          |             |                 |

PRECEDENTI IN REGULAR SEASON
| Regular Season 1960-61 | St. Louis Hawks | 8 – 5 | L.A. Lakers | Referto 1 - Referto 2 - Referto 3 - Referto 4, Referto 5 - Referto 6, Referto 7 - Referto 8 - Referto 9 - Referto 10 - Referto 11 - Referto 12 - Referto 13 |
| St. Louis Hawks 112 St. Louis Hawks 126 St. Louis Hawks 111 Los Angeles Lakers 103 Los Angeles Lakers 124 St. Louis Hawks 107 Los Angeles Lakers 110 Los Angeles Lakers 104 Los Angeles Lakers 116 Los Angeles Lakers 120 Los Angeles Lakers 113 St. Louis Hawks 95 (2 t.s.) St. Louis Hawks 137 Punti 96 Los Angeles Lakers 113 Los Angeles Lakers 108 Los Angeles Lakers 114 St. Louis Hawks 113 St. Louis Hawks 99 Los Angeles Lakers 96 St. Louis Hawks 108 St. Louis Hawks 115 St. Louis Hawks 103 St. Louis Hawks 123 St. Louis Hawks 105 Los Angeles Lakers 136 Los Angeles Lakers |                 | |             | |
| |                 | |             | |
| St. Louis Hawks 112 St. Louis Hawks 126 St. Louis Hawks 111 Los Angeles Lakers 103 Los Angeles Lakers 124 St. Louis Hawks 107 Los Angeles Lakers 110 Los Angeles Lakers 104 Los Angeles Lakers 116 Los Angeles Lakers 120 Los Angeles Lakers 113 St. Louis Hawks 95 (2 t.s.) St. Louis Hawks 137 | Punti           | 96 Los Angeles Lakers 113 Los Angeles Lakers 108 Los Angeles Lakers 114 St. Louis Hawks 113 St. Louis Hawks 99 Los Angeles Lakers 96 St. Louis Hawks 108 St. Louis Hawks 115 St. Louis Hawks 103 St. Louis Hawks 123 St. Louis Hawks 105 Los Angeles Lakers 136 Los Angeles Lakers |             | |

PRECEDENTI NEI PLAYOFF
|  | St. Louis Hawks (1956, 1957, 1960) | 3 – 1 | L.A. Lakers (1959) |  |

## NBA Finals 1961

### Boston Celtics - St. Louis Hawks
RISULTATO FINALE
|  | Boston Celtics | 4 – 1 | St. Louis Hawks |  |

PRECEDENTI IN REGULAR SEASON
| Regular Season 1960-61 | Boston Celtics | 6 – 4 | St. Louis Hawks | Referto 1 - Referto 2 - Referto 3 - Referto 4, Referto 5 - Referto 6, Referto 7 - Referto 8 - Referto 9 - Referto 10 |
| Boston Celtics 124 St. Louis Hawks 109 Boston Celtics 120 St. Louis Hawks 105 St. Louis Hawks 133 Boston Celtics 114 St. Louis Hawks 103 Boston Celtics 123 St. Louis Hawks 109 Boston Celtics 97 Punti 106 St. Louis Hawks 119 Boston Celtics 108 St. Louis Hawks 99 Boston Celtics 104 Boston Celtics 125 St. Louis Hawks 109 Boston Celtics 121 St. Louis Hawks 122 Boston Celtics 110 St. Louis Hawks |                | |                 | |
| |                | |                 | |
| Boston Celtics 124 St. Louis Hawks 109 Boston Celtics 120 St. Louis Hawks 105 St. Louis Hawks 133 Boston Celtics 114 St. Louis Hawks 103 Boston Celtics 123 St. Louis Hawks 109 Boston Celtics 97 | Punti          | 106 St. Louis Hawks 119 Boston Celtics 108 St. Louis Hawks 99 Boston Celtics 104 Boston Celtics 125 St. Louis Hawks 109 Boston Celtics 121 St. Louis Hawks 122 Boston Celtics 110 St. Louis Hawks |                 | |

PRECEDENTI NEI PLAYOFF
|  | Boston Celtics (1957, 1960) | 2 – 1 | St. Louis Hawks (1958) |  |

#### Roster
| \| Pos. \| Num. \| Naz. \| Nome \| Altezza \| Peso \| Data nascita \| Provenienza \| \| ---- \| ---- \| ---- \| -------------- \| ------- \| ------ \| ------------ \| ---------------------- \| \| A/C \| 17 \| \| Conley, Gene \| 203 cm \| 102 kg \| 10-11-1930 \| Washington State \| \| G \| 14 \| \| Cousy, Bob \| 185 cm \| 79 kg \| 09-08-1928 \| Holy Cross \| \| A \| 20 \| \| Guarilia, Gene \| 196 cm \| 100 kg \| 13-09-1937 \| George Washington \| \| A/C \| 15 \| \| Heinsohn, Tom \| 201 cm \| 99 kg \| 26-08-1934 \| Holy Cross \| \| G \| 25 \| \| Jones, K.C. \| 185 cm \| 91 kg \| 25-05-1932 \| San Francisco \| \| G/AP \| 24 \| \| Jones, Sam \| 193 cm \| 90 kg \| 24-06-1933 \| North Carolina Central \| \| A \| 18 \| \| Loscutoff, Jim \| 196 cm \| 100 kg \| 04-02-1930 \| Oregon \| \| G/AP \| 23 \| \| Ramsey, Frank \| 191 cm \| 86 kg \| 13-07-1931 \| Kentucky \| \| C \| 6 \| \| Russell, Bill \| 206 cm \| 98 kg \| 12-02-1934 \| San Francisco \| \| A \| 16 \| \| Sanders, Satch \| 198 cm \| 95 kg \| 08-11-1938 \| New York \| \| G \| 21 \| \| Sharman, Bill \| 185 cm \| 79 kg \| 25-05-1926 \| Southern California \| | Allenatore - Red Auerbach Assistente/i - Buddy LeRoux Legenda - (C) Capitano - (FA) Free agent - (S) Sospeso - (TW) Contratto Two-way - (GL) Assegnato a squadra G League affiliata - Infortunato Roster • Transazioni · Ultima transazione: 27 marzo 1961 |                        |                |         |        |              |                        |
| Pos. | Num. | Naz.                   | Nome           | Altezza | Peso   | Data nascita | Provenienza            |
| A/C | 17 | Stati Uniti (bandiera) | Conley, Gene   | 203 cm  | 102 kg | 10-11-1930   | Washington State       |
| G | 14 | Stati Uniti (bandiera) | Cousy, Bob     | 185 cm  | 79 kg  | 09-08-1928   | Holy Cross             |
| A | 20 | Stati Uniti (bandiera) | Guarilia, Gene | 196 cm  | 100 kg | 13-09-1937   | George Washington      |
| A/C | 15 | Stati Uniti (bandiera) | Heinsohn, Tom  | 201 cm  | 99 kg  | 26-08-1934   | Holy Cross             |
| G | 25 | Stati Uniti (bandiera) | Jones, K.C.    | 185 cm  | 91 kg  | 25-05-1932   | San Francisco          |
| G/AP | 24 | Stati Uniti (bandiera) | Jones, Sam     | 193 cm  | 90 kg  | 24-06-1933   | North Carolina Central |
| A | 18 | Stati Uniti (bandiera) | Loscutoff, Jim | 196 cm  | 100 kg | 04-02-1930   | Oregon                 |
| G/AP | 23 | Stati Uniti (bandiera) | Ramsey, Frank  | 191 cm  | 86 kg  | 13-07-1931   | Kentucky               |
| C | 6 | Stati Uniti (bandiera) | Russell, Bill  | 206 cm  | 98 kg  | 12-02-1934   | San Francisco          |
| A | 16 | Stati Uniti (bandiera) | Sanders, Satch | 198 cm  | 95 kg  | 08-11-1938   | New York               |
| G | 21 | Stati Uniti (bandiera) | Sharman, Bill  | 185 cm  | 79 kg  | 25-05-1926   | Southern California    |

| \| Pos. \| Num. \| Naz. \| Nome \| Altezza \| Peso \| Data nascita \| Provenienza \| \| ---- \| ---- \| ---- \| ------------------ \| ------- \| ------ \| ------------ \| -------------- \| \| G/AP \| 12 \| \| Beck, Ernie \| 193 cm \| 86 kg \| 11-12-1931 \| Pennsylvania \| \| G/AP \| 11 \| \| Ferrari, Al \| 193 cm \| 86 kg \| 06-07-1933 \| Michigan State \| \| A/C \| 13 \| \| Foust, Larry \| 206 cm \| 98 kg \| 24-06-1928 \| La Salle \| \| G/AP \| 17 \| \| Green, Sihugo \| 188 cm \| 84 kg \| 20-08-1933 \| Duquesne \| \| G/AP \| 16 \| \| Hagan, Cliff \| 193 cm \| 95 kg \| 09-12-1931 \| Kentucky \| \| G/AP \| 19 \| \| LaCour, Fred \| 196 cm \| 95 kg \| 07-02-1938 \| San Francisco \| \| A/C \| 34 \| \| Lovellette, Clyde \| 206 cm \| 106 kg \| 07-09-1929 \| Kansas \| \| G \| 15 \| \| McCarthy, Johnny \| 185 cm \| 84 kg \| 25-04-1934 \| Canisius \| \| A/C \| 9 \| \| Pettit, Bob \| 206 cm \| 93 kg \| 12-12-1932 \| LSU \| \| A/C \| 25 \| \| Piontek, Dave \| 198 cm \| 104 kg \| 27-08-1934 \| Xavier \| \| G \| 12 \| \| Rollins, Phil \| 188 cm \| 84 kg \| 19-01-1934 \| Louisville \| \| A/C \| 21 \| \| Sauldsberry, Woody \| 201 cm \| 100 kg \| 11-07-1934 \| Texas Southern \| \| G \| 32 \| \| Wilkens, Lenny \| 185 cm \| 82 kg \| 28-10-1937 \| Providence \| | Allenatore - Paul Seymour Legenda - (C) Capitano - (FA) Free agent - (S) Sospeso - (TW) Contratto Two-way - (GL) Assegnato a squadra G League affiliata - Infortunato Roster • Transazioni · Ultima transazione: 18 giugno 1961 |                        |                    |         |        |              |                |
| Pos. | Num. | Naz.                   | Nome               | Altezza | Peso   | Data nascita | Provenienza    |
| G/AP | 12 | Stati Uniti (bandiera) | Beck, Ernie        | 193 cm  | 86 kg  | 11-12-1931   | Pennsylvania   |
| G/AP | 11 | Stati Uniti (bandiera) | Ferrari, Al        | 193 cm  | 86 kg  | 06-07-1933   | Michigan State |
| A/C | 13 | Stati Uniti (bandiera) | Foust, Larry       | 206 cm  | 98 kg  | 24-06-1928   | La Salle       |
| G/AP | 17 | Stati Uniti (bandiera) | Green, Sihugo      | 188 cm  | 84 kg  | 20-08-1933   | Duquesne       |
| G/AP | 16 | Stati Uniti (bandiera) | Hagan, Cliff       | 193 cm  | 95 kg  | 09-12-1931   | Kentucky       |
| G/AP | 19 | Stati Uniti (bandiera) | LaCour, Fred       | 196 cm  | 95 kg  | 07-02-1938   | San Francisco  |
| A/C | 34 | Stati Uniti (bandiera) | Lovellette, Clyde  | 206 cm  | 106 kg | 07-09-1929   | Kansas         |
| G | 15 | Stati Uniti (bandiera) | McCarthy, Johnny   | 185 cm  | 84 kg  | 25-04-1934   | Canisius       |
| A/C | 9 | Stati Uniti (bandiera) | Pettit, Bob        | 206 cm  | 93 kg  | 12-12-1932   | LSU            |
| A/C | 25 | Stati Uniti (bandiera) | Piontek, Dave      | 198 cm  | 104 kg | 27-08-1934   | Xavier         |
| G | 12 | Stati Uniti (bandiera) | Rollins, Phil      | 188 cm  | 84 kg  | 19-01-1934   | Louisville     |
| A/C | 21 | Stati Uniti (bandiera) | Sauldsberry, Woody | 201 cm  | 100 kg | 11-07-1934   | Texas Southern |
| G | 32 | Stati Uniti (bandiera) | Wilkens, Lenny     | 185 cm  | 82 kg  | 28-10-1937   | Providence     |

#### Risultati
| Arbitri: | Mendy Rudolph Earl Strom |

|                                                                                     |            |                                                                                       |
| T. Heinsohn 26                                                                      | Punti      | C. Hagan 33                                                                           |
| B. Cousy 7                                                                          | Assist     | C. Hagan, W. Sauldsberry 4                                                            |
| B. Russell 31                                                                       | Rimbalzi   | C. Hagan 13                                                                           |
| Conley, Cousy, Heinsohn, Jones, Jones, Loscutoff, Ramsey, Russell, Sanders, Sharman | Formazioni | Ferrari, Foust, Green, Hagan, LaCour, McCarthy, Pettit, Piontek, Sauldsberry, Wilkens |

| Arbitri: | Mendy Rudolph Earl Strom |

|                                                                                     |            |                                                              |
| B. Cousy 26                                                                         | Punti      | C. Hagan 40                                                  |
| B. Cousy 14                                                                         | Assist     | C. Hagan 6                                                   |
| B. Russell 28                                                                       | Rimbalzi   | B. Pettit 19                                                 |
| Conley, Cousy, Heinsohn, Jones, Jones, Loscutoff, Ramsey, Russell, Sanders, Sharman | Formazioni | Green, Hagan, LaCour, McCarthy, Pettit, Sauldsberry, Wilkens |

| Arbitri: | Mendy Rudolph Earl Strom |

|                                                                           |            |                                                                                     |
| B. Pettit 31                                                              | Punti      | B. Russell, T. Heinsohn 24                                                          |
| S. Green 7                                                                | Assist     | B. Russell 9                                                                        |
| B. Pettit 24                                                              | Rimbalzi   | B. Russell 23                                                                       |
| Ferrari, Green, Hagan, Lovellette, McCarthy, Pettit, Sauldsberry, Wilkens | Formazioni | Conley, Cousy, Heinsohn, Jones, Jones, Loscutoff, Ramsey, Russell, Sanders, Sharman |

| Arbitri: | Mendy Rudolph Earl Strom |

|                                                                           |            |                                                                                     |
| B. Pettit 40                                                              | Punti      | B. Cousy, S. Sanders 22                                                             |
| C. Hagan 7                                                                | Assist     | B. Cousy 12                                                                         |
| B. Pettit 18                                                              | Rimbalzi   | B. Russell 9                                                                        |
| Ferrari, Green, Hagan, Lovellette, McCarthy, Pettit, Sauldsberry, Wilkens | Formazioni | Conley, Cousy, Heinsohn, Jones, Jones, Loscutoff, Ramsey, Russell, Sanders, Sharman |

| Arbitri: | Mendy Rudolph Earl Strom |

|                                                                                     |            |                                                                                  |
| B. Russell 30                                                                       | Punti      | B. Pettit 24                                                                     |
| B. Cousy 12                                                                         | Assist     | J. McCarthy 6                                                                    |
| B. Russell 38                                                                       | Rimbalzi   | B. Pettit, W. Sauldsberry 11                                                     |
| Conley, Cousy, Heinsohn, Jones, Jones, Loscutoff, Ramsey, Russell, Sanders, Sharman | Formazioni | Ferrari, Foust, Green, Hagan, Lovellette, McCarthy, Pettit, Sauldsberry, Wilkens |

| Campione NBA 1961        |
| ------------------------ |
| Boston Celtics 4º titolo |

#### Hall of famer
| NBA Finals | Atleta           | Squadra         | Anno      |                      |
| ---------- | ---------------- | --------------- | --------- | -------------------- |
| Giocatore  | Bob Cousy        | Boston Celtics  | 1971      | Giocatore            |
| Giocatore  | Tom Heinsohn     | Boston Celtics  | 1986 2015 | Giocatore Allenatore |
| Giocatore  | K.C. Jones       | Boston Celtics  | 1989      | Giocatore            |
| Giocatore  | Sam Jones        | Boston Celtics  | 1984      | Giocatore            |
| Giocatore  | Frank Ramsey     | Boston Celtics  | 1982      | Giocatore            |
| Giocatore  | Bill Russell     | Boston Celtics  | 1975 2021 | Giocatore Allenatore |
| Giocatore  | Satch Sanders    | Boston Celtics  | 2011      | Contributore         |
| Giocatore  | Bill Sharman     | Boston Celtics  | 1976 2004 | Giocatore Allenatore |
| Allenatore | Red Auerbach     | Boston Celtics  | 1969      | Allenatore           |
| Giocatore  | Bob Pettit       | St. Louis Hawks | 1970      | Giocatore            |
| Giocatore  | Cliff Hagan      | St. Louis Hawks | 1978      | Giocatore            |
| Giocatore  | Clyde Lovellette | St. Louis Hawks | 1988      | Giocatore            |
| Giocatore  | Lenny Wilkens    | St. Louis Hawks | 1989 1998 | Giocatore Allenatore |
| Allenatore | Alex Hannum      | St. Louis Hawks | 1998      | Allenatore           |

## Squadra vincitrice
| N° | Naz.                   | Ruolo | Sportivo      |  | Alt. |  |
| -- | ---------------------- | ----- | ------------- |  | ---- |  |
| 6  | Stati Uniti (bandiera) | C     | Bill Russell  |  | 208  |  |
| 14 | Stati Uniti (bandiera) | P     | Bob Cousy     |  | 185  |  |
| 15 | Stati Uniti (bandiera) | AG    | Tom Heinsohn  |  | 201  |  |
| 16 | Stati Uniti (bandiera) | AP    | Satch Sanders |  | 198  |  |
| 17 | Stati Uniti (bandiera) | C     | Gene Conley   |  | 205  |  |
| 18 | Stati Uniti (bandiera) | AP    | Jim Loscutoff |  | 196  |  |
| 20 | Stati Uniti (bandiera) | AP    | Gene Guarilia |  | 194  |  |
| 21 | Stati Uniti (bandiera) | G     | Bill Sharman  |  | 185  |  |
| 23 | Stati Uniti (bandiera) | G     | Frank Ramsey  |  | 191  |  |
| 24 | Stati Uniti (bandiera) | G     | Sam Jones     |  | 193  |  |
| 25 | Stati Uniti (bandiera) | G     | K.C. Jones    |  | 185  |  |
|    | Stati Uniti (bandiera) | All.  | Red Auerbach  |  |      |  |

## Statistiche
Aggiornate al 6 agosto 2021.
| Categoria | Giocatore    | Squadra        | Media | PG |
| --------- | ------------ | -------------- | ----- | -- |
| Punti     | Elgin Baylor | L.A. Lakers    | 38,1  | 12 |
| Rimbalzi  | Bill Russell | Boston Celtics | 29,9  | 10 |
| Assist    | Bob Cousy    | Boston Celtics | 9,1   | 10 |